# 一级方程式车队协会
一级方程式车队协会（英語：Formula One Teams Association，FOTA）是在2008年7月29日马拉内罗的一次会议上成立的车队团体。该组织使各车队跟国际汽车联合会（FIA）和一级方程式集团（FOG）讨论F1的未来时发出统一的声音。FOTA由迈凯伦车队的负责人马丁·惠特马什领导，他在2009年12月上任。FOTA的首要任务是关于新协和协议条款的谈判，这是一份管理世界一级方程式锦标赛的商业合同。
该协会还讨论了一份提交给FIA的议案，内容是2011赛季一级方程式的比赛规则。梅赛德斯车队负责人罗斯·布朗主动协调这一活动。
该组织于2014年2月28日解散。

## 成员车队
车队协会包括下列成员。
| 名称         | 国籍     | 所在地       |
| ------------ | -------- | ------------ |
| 卡特汉姆车队 | 马来西亚 | 英国Leafield |
| 印度力量车队 | 印度     | 英国银石     |
| 玛鲁西亚车队 | 俄罗斯   | 英国班伯里   |
| 迈凯伦车队   | 英国     | 英国沃金     |
| 梅赛德斯车队 | 德国     | 英国布拉克利 |
| 莲花车队     | 英国     | 英国恩斯通   |
| 威廉姆斯车队 | 英国     | 英国Grove    |